# Randgold Resources
Randgold Resources est une entreprise exploitant des mines d'or principalement au Mali. Ayant son siège à Jersey, dans les îles Anglo-Normandes, ses actions sont présentes à la Bourse de Londres et au NASDAQ. Elle fait partie des indices FTSE 100.
Avant son rachat par Barrick Gold l'action était cotée au Nasdaq sous le code GOLD et au Lse sous le code RRS.

## Histoire
La mine d'or de Loulo a été découverte dans les années 1980 par les équipes du BRGM (Bureau de Recherche Géologique et minier) à la suite d'une prospection géochimique sol à forte densité dans le cadre d'une assistance technique entre le mali et l'agence de coopération française.
En septembre 2018, Barrick Gold annonce l'acquisition de Randgold Resources pour 6,5 milliards de dollars, en échange d'actions.

## Activités
La compagnie exploite plusieurs sites miniers en Afrique :
- mine de Tongon, Côte d'Ivoire ;
- mine d'or de Kibali, république démocratique du Congo ;
- mine d'or de Morila, Mali ;
- mine d'or de Loulo, Mali ; exploitée depuis 2006
- mine d'or de Goukoto, Mali.